# Kionophyton sawyeri
Kionophyton sawyeri là một loài thực vật có hoa trong họ Lan. Loài này được (Standl. & L.O.Williams) Garay mô tả khoa học đầu tiên năm 1980.